# Lilla Öresjön
Lilla Öresjön är en sjö i Kungsbacka kommun i Västergötland och ingår i Rolfsåns huvudavrinningsområde. Sjön är 17,2 meter djup, har en yta på 0,638 kvadratkilometer och är belägen 106,4 meter över havet. Sjön avvattnas av vattendraget Sundstorpsån. Vid provfiske har abborre och gädda fångats i sjön.

## Delavrinningsområde
Lilla Öresjön ingår i det delavrinningsområde (638629-129137) som SMHI kallar för Inloppet i Stora Öresjön. Medelhöjden är 124 meter över havet och ytan är 4,73 kvadratkilometer. Det finns inga avrinningsområden uppströms utan avrinningsområdet är högsta punkten. Sundstorpsån som avvattnar avrinningsområdet har biflödesordning 2, vilket innebär att vattnet flödar genom totalt 2 vattendrag innan det når havet efter 29 kilometer. Avrinningsområdet består mestadels av skog (72 procent). Avrinningsområdet har 0,64 kvadratkilometer vattenytor vilket ger det en sjöprocent på 13,4 procent.